# 水蛇座
水蛇座是远离黄道的南天小星座，属彼得勒斯·普朗修斯根据彼得·德克索恩·基瑟与弗雷德里克·德·豪特曼的观测数据率先划定的12个星座，拉丁语原名意指“雄水蛇”，与代表雌水蛇、规模大得多的长蛇座对应。1597年末或1598年初，普朗修斯与约道库斯·洪第乌斯合作在阿姆斯特丹出版35厘米直径天球，上面首度标示水蛇座。1603年，約翰·拜耳的《測天圖》第一个绘出水蛇座。1756年，法国探险家兼天文学家尼可拉·路易·拉卡伊用拜耳命名法为星座中比较亮的恒星命名。水蛇座接近南天最南端，北半球大部分地区无法观测。
2.8视星等的蛇尾一是水蛇座最亮的恒星，也是离南天极最近的明亮恒星。附白一是60倍太阳直径的紅巨星，亮度在3.26至3.33视星等范围变化。附白一附近的水蛇座VW亮度在夜空所有矮新星中名列前茅。人类已在水蛇座四个恒星系发现行星，其中HD 10180的行星可能有九个之多。

## 历史

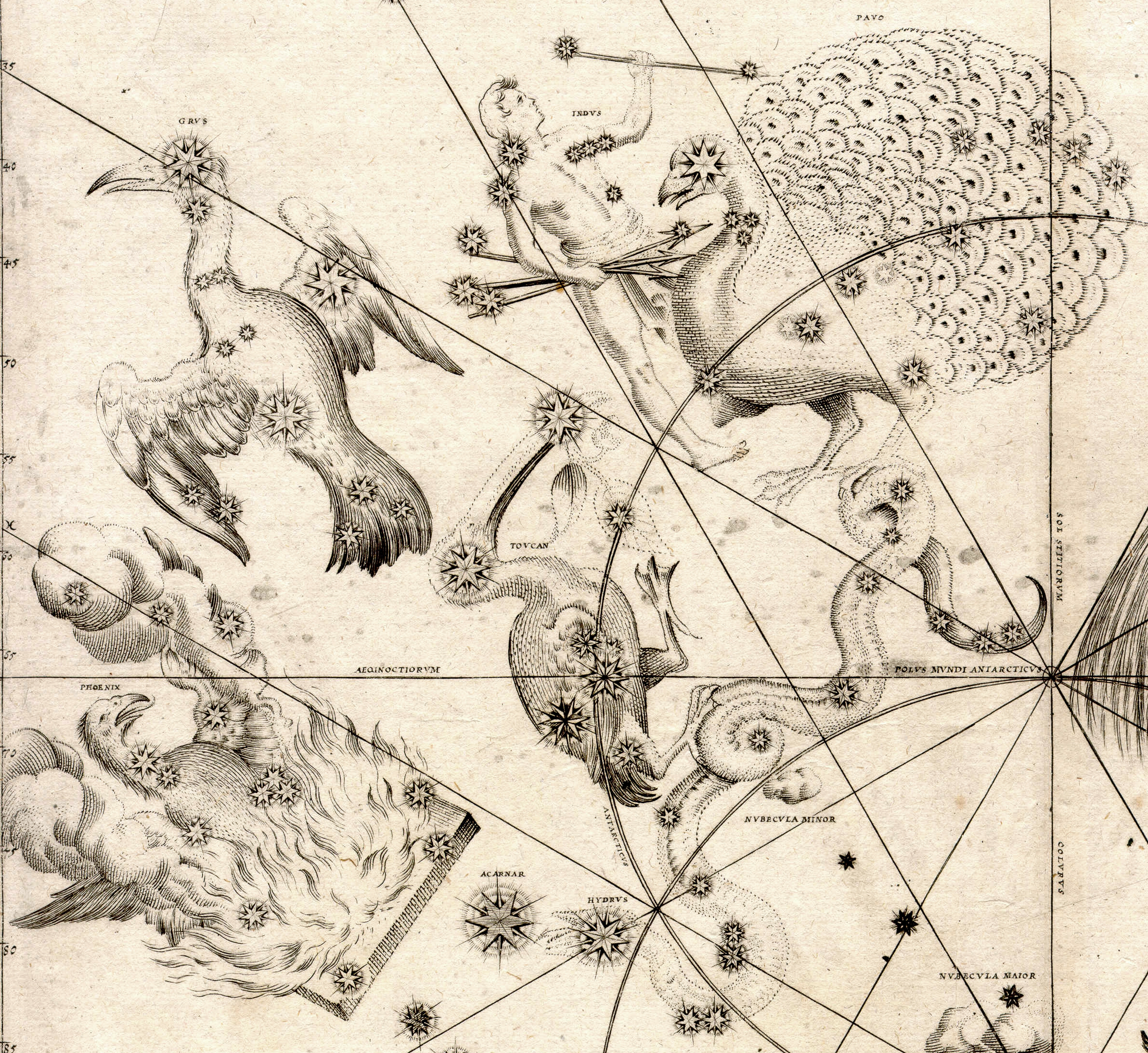
約翰·拜耳《測天圖》局部细节，水蛇座位于右下方

荷兰领航员兼探险家皮特·德克斯松·科瑟和弗雷德里克·德豪特曼曾跟随第一次荷兰远征印度尼西亚的船队前往东印度，两人在南天划出十二个星座，1597或1598年，彼得勒斯·普朗修斯与约道库斯·洪第乌斯在阿姆斯特丹合作，把十二星座印上35厘米直径天体仪发布。1603年，德国天体绘图师約翰·拜耳在《測天圖》第一个绘出水蛇座。德·豪特曼同年将星座划入南天星表，取德语名称，意为“水蛇”，代表探险期间遇到的蛇类，与神话无关。1756年，法国探险家兼天文学家尼可拉·路易·拉卡伊在南天活动星图将水蛇座称为，意为雄水蛇，与代表雌水蛇的长蛇座区别。1763年，拉卡伊将法语名称拉丁化成。1776年，让·尼古拉斯·福汀（Jean Nicolas Fortin）在更新約翰·佛蘭斯蒂德的《天体图集》时沿用法语名称。

## 简介
水蛇座的形状不规则，东南与山案座相邻，东靠波江座，东北接时钟座和网罟座，北临凤凰座，西北与西侧挨杜鵑座，南面连接南极座。拉卡伊将水蛇座的尾巴缩短，多余空间分给南极座。水蛇座占据243平方度夜空，占0.589%，在88个现代星座排名第61。1922年，國際天文聯會确定以三字母缩写代表水蛇座。比利时天文学家尤金·德爾波特1930年正式划分星座边界，水蛇座呈12条边组成的多边形。星座在赤道坐標系統的赤经位于00h 06.1m至04h 35.1m，赤纬在−57.85°到−82.06°之间。水蛇座离南天极很近，北纬30度线以北均不可见，南纬50度线以南才比较方便观测。正如赫尔曼·梅尔维尔的《白鲸记》所述，水蛇座与南船座“位于灿烂的南极天空下”，体现作者在捕鲸作业中积累的南天星座知识。将南十字座长轴用直线连至蛇尾一，再把线条延长到4.5倍就能抵达南天极点。水蛇座的中天是在10月26日午夜左右。

## 显著特点

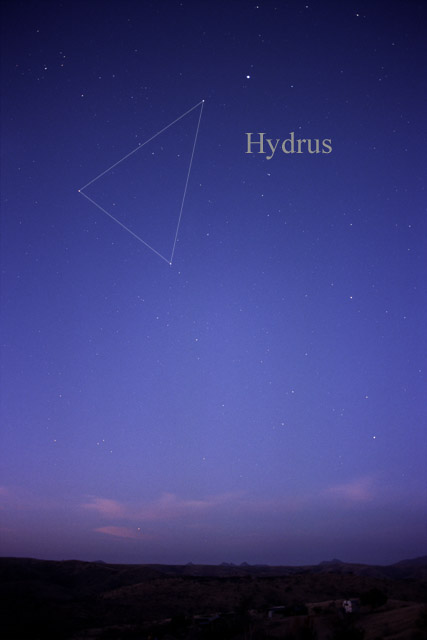
水蛇座可用肉眼识别

### 恒星
科瑟与德·豪特曼用马来语和马达加斯加语辞汇为水蛇座15颗恒星命名，其中包含代表蛇头的蛇首一，代表胸部的附白一，还有恒星代表蛇体和蛇尾，有些后来划入杜鵑座、网罟座、山案座或时钟座。拉卡伊1756年在星图上标示20颗恒星，并用拜耳命名法分配“α”至“τ”共17个字母（不包括第14个字母“ξ”和第15个字母“ο”），其中“η”、“π”和“τ”都用过两次，代表三组距离很近的双星，但后辈天文学家找不到他分配字母“ρ”的恒星。
水蛇座以2.8视星等的黄色恒星蛇尾一最亮，距地球24光年，质量约为太阳1.04倍，光度超过三倍，半径1.81倍。蛇尾一光谱等级，光度等级，属次巨星，演化幅度略超太阳，核心的氢即将耗尽。蛇尾一是距太阳最近的次巨星，也是太阳系附近比较年长的恒星，估计已有64至71亿年历史，与遥远未来的太阳类似，引起天文学家浓厚兴趣。蛇尾一还是距南天极最近的明亮恒星。
蛇首一位于水蛇座北侧边缘，在水委一西南方向不远，是2.9视星等的白色次巨星，距地球72光年，光谱等级，已开始因氢耗尽冷却并膨胀。蛇首一的质量是太阳两倍，直径3.3倍，光度更要大26倍。蛇首一与馬腹一连成直线可将南天极分成两半。
附白一位于星座东南角，是光谱等级的紅巨星，离地214光年，属半規則變星，亮度在3.26至3.33视星等范围变动，但科学家经过五年多的观察还无法确定脉动周期。附白一的质量约为太阳1.5至两倍，直径已扩大到太阳约60倍，光度655倍。水蛇座VW位于附白一东北方向3°，是大熊座SU类矮新星，也是白矮星与另一颗恒星组成的闭合聯星系，其中白矮星还在吸收伴侣恒星的物质，形成明亮的吸积盘。这种联星系经常爆发，超爆发也很常见。联星爆发时亮度变化比较平衡，超爆发的变化幅度很大。。水蛇座VW的亮度在地球夜空所有矮新星中名列前茅，基准亮度14.4视星等，最活跃时增至8.4视星等。水蛇座BL也是闭合联星系，由小质量恒星和强磁场白矮星组成，属武仙座AM型激變變星，通称高偏振星，以白矮星113.6分钟的自轉週期产生偏振光波，发射红外线和强烈的软、硬X射线。
水蛇座有两个著名光学双星。水蛇座π可用双筒望远镜观测，距地球约476光年。其中主星是红巨星，光谱等级，亮度在5.52至5.58范围变化。从星是光谱等级的橙巨星，距地球约488光年，亮度5.7视星等。水蛇座η也是光学双星，由水蛇座η1和蛇腹四组成。水蛇座η1是光谱等级的蓝白主序星，有可能是变星，离地700光年出头。蛇腹四是光谱等级的4.7视星等黄巨星，距地球约218光年，已经结束主序星演化阶段，开始膨胀和冷却，朝红巨星方向发展。计算结果表明该星存在大部分时间应该都是白色A型主序星，质量约为太阳两倍。2005年，人类发现蛇腹四拥有6.5倍木星质量、相距1.93天文單位的行星水蛇座η2b，以711天的公转周期运转。
另有三颗恒星拥有行星，其中又以類太陽恆星HD 10180最有名，除确定存在的七颗行星外还可能有另外两颗，数量超过包括太阳系在内的所有已知星系。HD 10180离地约127光年，亮度7.33视星等。光谱等级的格利泽3021也是類太陽恆星，离地57光年，亮度6.7视星等。质量最少达到木星3.3倍的巨行星格利泽3021b与格利泽3021相隔约0.5天文单位，公转周期133天。距格利泽3021约68天文单位还有光谱等级的暗淡红矮星格利泽3021B（上文的格利泽3021b是小写字母）。HD 20003是8.37视星等的黄色主序星，光谱等级，距地球约143光年，质量和温度都略低于太阳。HD 20003有两颗卫星，质量分别是地球约12和13.5倍，公转周期分别是不到12天和34天。

### 深空天体
水蛇座的深空天體都很暗淡，其中IC 1717是丹麦天文学家約翰·路易·埃米爾·德雷耳在19世纪下半叶发现，但如今已不知所踪，估计很可能是暗淡的彗星。PGC 6240又称白玫瑰系，是距太阳系约3.45亿光年的巨型螺旋星系，因外围边缘形似玫瑰花瓣得名。PGC 6240包含三个年龄相差甚远的球状星团，这种情况非常罕见，估计是在与其他星系合并发生星暴后形成。NGC 1511也是螺旋星系，接近地球观测范围边缘极限，用业余望远镜就能看到。
大麦哲伦星系大部分位于劍魚座，小部分在水蛇座范围。NGC 1466球状星团是大麦哲伦星系外围部分，里面有很多天琴座RR型变星，亮度11.59视星等，估计已有超过120亿年历史。6.3视星等的HD 24188和9.0视星等的HD 24115都是NGC 1466前沿附近恒星。NGC 602包含發射星雲和明亮的疏散星团，是小麦哲伦星系东侧边缘的外围部分，也是银河系的衛星星系，但大部分位于相邻的杜鵑座。